# Сръбска кампания (Първа световна война)
Сръбската кампания е военна кампания на Балканския театър на Първата световна война, продължила от началото на войната през лятото на 1914 година до края на 1915 година.
Военните действия между Австро-Унгария и Сърбия започват на 28 юни 1914 година и продължават с променлив успех до есента на следващата година. На 7 октомври 1915 година започва съвместно настъпление на Австро-Унгария и Германия и два дни по-късно сръбската столица Белград е превзета. На 14 октомври България също се включва в кампанията, настъпвайки в Македония и Поморавието. Към декември 1915 година довоенната територия на Сърбия е изцяло окупирана от съюзниците, с излючение на областите южно от Солунския фронт, но значителна част от сръбските войски успяват да се оттеглят през Албания към Корфу и по-късно са прехвърлени на Солунския фронт.

## Начало на военната кампания

### 1915 – пълен разгром на сръбската армия

#### Косовска операция
На стабилизиралия се през 1916 г. Солунски фронт е пренесен от остров Корфу остатъка от сръбската армия възлизащ на 80 хил. души, който реанимирал и с нови сили е хвърлен срещу българските позиции.